# TOMM22
El homólogo de la subunidad del receptor de importación mitocondrial TOM22 es una proteína que en humanos está codificada por el gen TOMM22 .
La proteína codificada por este gen es una proteína de membrana integral de la membrana externa mitocondrial. La proteína codificada interactúa con TOMM20 y TOMM40, y forma un complejo con varias otras proteínas para importar preproteínas citosólicas a la mitocondria.